# Billtalstadion
Das Billtalstadion ist ein Sportplatz in der Freien und Hansestadt Hamburg. Es befindet sich innerhalb des Bezirks Bergedorf im gleichnamigen Stadtteil und hat seinen Namen vom nahegelegenen Fluss Bille. Es bietet rund 10.000 unüberdachte Plätze, wovon jedoch nur 300 Sitzplätze sind.

## Geschichte
Das Billstadion wurde von 1949 bis 1950 im ehemaligen Schießtal des Bergedorfer Gehölzes erbaut. Man begann mit zunächst 50 Arbeitern und zwei Greifbaggern. „Das Hauptgewicht ist jedoch auf Handarbeit gelegt worden, um möglichst vielen Erwerbslosen auf längere Zeit Beschäftigung zu geben.“, so der Bezirksleiter Schaumann (Oberregierungsrat) in seiner Rede zur Eröffnung.
Eine Besonderheit dieses Stadions ist, dass Spielfeld und Aschenbahn in einer Senke liegen, während die Zuschauerränge in den Hang eingelassen sind. Das Stadion hatte damals ein 70 mal 105 m großes Fußballfeld, erstmals in Hamburg eine genau 400 Meter lange Laufbahn drumherum und auf der Westseite eine 100-Meter-Laufbahn mit sechs Laufbreiten. Die feierliche Einweihung war schließlich am 2. September 1950, und ein großes Fest, das 8 Tage währte, schloss sich an. Das Billtalstadion war bis zu seiner Sanierung das mit Abstand größte Stadion mit Grandplatz in Deutschland.
Der Ort war in früheren Zeiten Spielstätte des Vereins ASV Bergedorf 85, der während der 1950er und 1960er Jahre in den höchsten deutschen Klassen vertreten war. Höhepunkt war das Fußballspiel zwischen Bergedorf 85 und dem HSV (mit Uwe Seeler) vor über 25.000 Zuschauern im Jahre 1958, das 1:4 endete.
1952 bestritt der HSV im Stadion unter den Augen von über 15.000 Zuschauern ein Freundschaftsspiel gegen die Indische Nationalmannschaft, bei dem einige indische Spieler barfuß auf dem Ascheplatz antraten. Nach einer überraschenden Führung der indischen Auswahl in der ersten Halbzeit gewann der HSV schlussendlich mit 5:3.
Anfang der 1990er Jahre nutzte die Baseball-Mannschaft Hamburg Marines den Platz für ihre Heimspiele, zu denen bis zu 500 Besucher kamen.
Zu Beginn des Jahres 2005 bestanden Pläne, American-Football-Spiele des Bundesligisten Hamburg Blue Devils auf dem Platz auszutragen. Die Mannschaft suchte zusammen mit dem Sportamt-Hamburg eine geeignete Spielstätte nach den Auflagen ihres Dachverbandes (Stadion mit mindestens 10.000 Zuschauerplätzen und eine Flutlichtanlage, die – gemessen einen Meter über den Boden – eine Lichtstärke von mindestens 900 Lux ermöglicht). Die Kooperation sah vor, dass die Blue Devils zum Teil auf eigene Kosten und zum Teil finanziert durch den Bezirk das Billtalstadion renovieren, sanitäre Anlagen bauen und für Flutlicht sorgen sollten. Wegen massiver Beschwerden eines Teiles der Anwohner gegen dieses Vorhaben, ungeklärter finanzieller Verhältnisse und eines zu hohen Prozessrisikos, verkündeten die Blue Devils am 28. Februar 2005 den Neubau eines Football-Stadions im Bezirk Altona, der „eVendi Arena“, und verabschiedeten sich damit von den Umzugsplänen ins Billtalstadion.
Im Jahre 2009 begann eine grundlegende Erneuerung der Anlage. Aus dem Grandplatz wurde ein Kunstrasen-Platz und die Sitzbänke, Treppen, und Flutlichtanlage wurden erneuert. Am 29. November des Jahres wurde das sanierte Stadion mit dem Lokalderby FC Bergedorf 85 – SV Curslack-Neuengamme (3:3) im Rahmen der Oberliga Hamburg vor rund 2.400 Zuschauern eingeweiht.
Jetzt tragen Hamburger Fußball-Amateurmannschaften der unteren Spielklasse – wie BFSV Atlantik 97 und TSG Bergedorf – ihre Heimspiele auf dem Kunstrasen im Billtalstadion aus, und die Sportstätte wird von den benachbarten Schulen genutzt.